# Língua Yolmo
Yolmo (Hyolmo) ou Helambu Sherpa, é uma língua Tibeto Birmanesa falada pelo povo Yolmo do Nepal. Yolmo é falado predominantemente nos vales  Helambu e  Melamchi no norte  Distrito de Nuwakot e no noroeste - Distrito de do Distrito de Sindhupalchowk. Os dialetos também são falados por populações menores nos Distritos de Lamjung, Ilam e Ramecchap (onde é conhecido como Syuba). É muito semelhante ao Tibetano Kyirong e menos semelhante a Tibetano padrão e língua dos Xerpas. São cerca de 10 mil falantes, embora alguns dialetos tenham populações maiores do que outros.

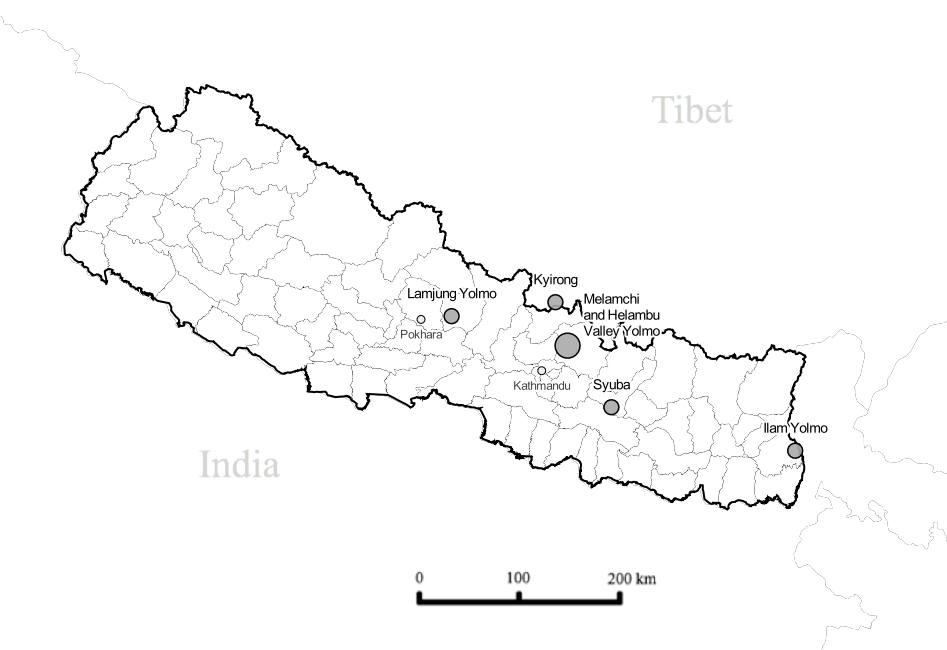
Onde se fala Yolmo

## Fonologia

### Consoantes
Existem 36 consoantes em Yolmo, que estão resumidas na tabela abaixo. A forma é fornecida em IPA e, à direita entre parênteses, em forma usado neste artigo, se for diferente.
|                        | Labial  | Apico-Dental | Lamino-post-alveolar | Retroflexa | Palatal  | Velar   | Glotal |
| ---------------------- | ------- | ------------ | -------------------- | ---------- | -------- | ------- | ------ |
| oclusiva surda         | p       | t            |                      | ʈ          | c (ky)   | k       |        |
| oclusiva aspirada      | pʰ (ph) | tʰ (th)      |                      | ʈʰ (ʈh)    | cʰ (khy) | kʰ (kh) |        |
| oclusiva soinora       | b       | d            |                      | ɖ          | ɟ (gy)   | ɡ       |        |
| fricativa surda        |         | s            | ɕ                    |            |          |         | h      |
| fricativa sonora       |         | z            | ʑ                    |            |          |         |        |
| africada surda         |         | ts           | tɕ                   |            |          |         |        |
| africada aspirada      |         | tsʰ (tsh)    | tɕʰ (tɕh)            |            |          |         |        |
| africada sonora        |         | dz           | dʑ                   |            |          |         |        |
| Nasal                  | m       | n            |                      |            | ɲ        | ŋ       |        |
| líquida surda          |         | r̥ (rh)       |                      |            |          |         |        |
| líquida sonora         |         | r            |                      |            |          |         |        |
| Voiceless lateral      |         | l̥ (lh)       |                      |            |          |         |        |
| lateral sonora lateral |         | l            |                      |            |          |         |        |
| Semivogal              | w       |              |                      |            | j (y)    |         |        |
Nem todas as consoantes são igualmente frequentes. Em particular [h], [r̥] e [l̥] não são particularmente frequentes, nem estão em palavras iniciadas por vogal.

### Vogais
Existem cinco locais de articulação para as vogais. Há uma distinção de extensão em cada lugar de articulação. A forma de cada vogal é dada no IPA e, à direita, entre parênteses, é dada a forma usada neste artigo, se diferente.:
|         | Anterior  | Média     | Posterior     |
| ------- | --------- | --------- | ------------- |
| Fechada | i iː (ii) |           | u uː (uu)     |
| Medial  | e eː (ee) |           | ɔ (o) ɔː (oo) |
| Aberta  |           | a aː (aa) |               |

## Numeração
Yolmo tem um sistema de contagem de base 20. Os números cardinais podem ser usados em frases substantivas.
O sistema numérico Yolmo é muito semelhante ao do Tibetano padrão e de outras variedades tibetanas. Na tabela a seguir se veem os números Yolmo, conforme dicionário de Hari.
| Yolmo    | Número |  | Yolmo          | Número |  | Yolmo  | Número |
| -------- | ------ |  | -------------- | ------ |  | ------ | ------ |
| tɕíi     | 1      |  | khál tɕíi tɕíi | 21     |  | ʑìpkha | 400    |
| ɲíi      | 2      |  | khál tɕíi ɲíi  | 22     |  | ŋápkya | 500    |
| súm      | 3      |  | khál tɕíi súm  | 23     |  | ʈùpkya | 600    |
| ʑì       | 4      |  | khál tɕíi ʑì   | 24     |  | tìngya | 700    |
| ŋá       | 5      |  | khál tɕíi ŋá   | 25     |  | kyèkya | 800    |
| ʈùu      | 6      |  | khál tɕíi ʈúu  | 26     |  | kùpkya | 900    |
| tìn      | 7      |  | kál tɕíi tìn   | 27     |  | tóŋra  | 1000   |
| kyèe     | 8      |  | khál tɕíi kyèe | 28     |  |        |        |
| kù       | 9      |  | khál tɕíi kù   | 29     |  |        |        |
| tɕú      | 10     |  | khál tɕíi tɕú  | 30     |  |        |        |
| tɕúuʑi   | 11     |  | khál ɲíi       | 40     |  |        |        |
| tɕíŋii   | 12     |  | khál tɕú       | 50     |  |        |        |
| tɕúusum  | 13     |  | khál súm       | 60     |  |        |        |
| tɕúpɕi   | 14     |  | khál súm tɕú   | 70     |  |        |        |
| tɕéeŋa   | 15     |  | khál ʑì        | 80     |  |        |        |
| tɕíiru   | 16     |  | khál ʑì tɕú    | 90     |  |        |        |
| tɕúptin  | 17     |  | khál ŋá        | 100    |  |        |        |
| tɕápkye  | 18     |  | khál tìn tɕú   | 150    |  |        |        |
| tɕúrku   | 19     |  | khál tɕú       | 200    |  |        |        |
| khál ɕíi | 20     |  | khál tɕéeŋa    | 300    |  |        |        |

Em Yolmo Lamjung, o sistema base-20 é usado apenas por um pequeno número de falantes mais idosos, com os demais usando um sistema base-10. Por exemplo, 'vinte' é  ɲídʑu , 'trinta' é  súmdʑu , 'quarenta' é  ɕíptɕu , etc. Mesmo assim, quando as pessoas chegam a 20, geralmente passam a contar em nepalês.
Os números ordinais são formados pela adição do sufixo  -pa , ou alternativamente com o sufixo  -pu  para ordinais relacionados a pessoas, em Melamchi Yolmo. Ordinais são normalmente formados apenas até 20.

#### Classificadores numéricos
Yolmo também possui um sistema de classificadores numéricos] opcional thál. Isso é usado para enfatizar o número. No exemplo na seção  acima, o falante está enfatizando que as galinhas puseram um grande número de ovos.
Lamjung Yolmo também tem o classificador  mènda  que só pode ser usado com humanos

## Lista de Swadesh
A seguir uma Lista de Swadesh de 100 palavras para Yolmo. As formas Yolmo são tiradas de Hari e Lama, que observam alguma variação entre as variedades Oriental (E) e Ocidental (W) na área do Vale Melamchi e Helambu. Quando a forma é diferente em outras variedades, isso é indicado na coluna da direita da tabela. Esa variação mostra que as variedades dialetais Lamjung e Syuba têm mais em comum lexicalmente do que com a variedade Vale Melamchi.
| Swadesh item | Português    | Yolmo                               | Variação                                                                  |
| ------------ | ------------ | ----------------------------------- | ------------------------------------------------------------------------- |
| 1.           | Eu           | ŋà                                  |                                                                           |
| 2.           | vós (formal) | khyá                                |                                                                           |
| 3.           | nós          | ɲì                                  |                                                                           |
| 4.           | isto         | dì                                  |                                                                           |
| 5.           | that         | òo                                  | òodi em Lamjung e Syuba                                                   |
| 6.           | quem?        | sú                                  |                                                                           |
| 7.           | o quê?       | tɕí                                 |                                                                           |
| 8.           | não          | mè-, mì-                            |                                                                           |
| 9.           | tudo         | thámdʑi                             | dzàmma em Lamjung e Syuba                                                 |
| 10.          | muitos       | màŋbu                               |                                                                           |
| 11.          | um           | tɕíi                                |                                                                           |
| 12.          | dois         | ŋyíi                                |                                                                           |
| 13.          | um (artigo)  | tɕhímbu, tɕhómbo                    | só tɕhómbo em Lamjung e Syuba                                             |
| 14.          | longo        | rìŋbu                               |                                                                           |
| 15.          | pequeno      | tɕhéemu                             | tɕéemi em Lamjung                                                         |
| 16.          | mulher       | pìihmi                              | pèmpiʑa em Lamjung e Syuba                                                |
| 17.          | homem        | khyówa                              | khyópiʑa em Lamjung e Syuba                                               |
| 18.          | pessoa       | mì                                  |                                                                           |
| 19.          | peixe        | ɲà                                  |                                                                           |
| 20.          | ave          | tɕà-tɕìwa                           | tɕádzuŋma em Lamjung e Syuba                                              |
| 21.          | cão          | kyíbu, khyí                         | khí em Lamjung e Syuba                                                    |
| 22.          | piolho       | kiɕíkpa, kyíɕi                      | ɕí em Lamjung e Syuba                                                     |
| 23.          | árvore       | tòŋbo, tùŋbu                        | só tòŋbo em Lamjung e Syuba                                               |
| 24.          | semente      | sén                                 |                                                                           |
| 25.          | folha        | làpti, lòma                         |                                                                           |
| 26.          | raiz         | tsárkyi, tsárŋyi, tsárnɲe           |                                                                           |
| 27.          | latido       | páko, phíko, kóldaŋ                 | phába in Lamjung Yolmo                                                    |
| 28.          | pele         | páaba (E), páko (W)                 | gòoba em Lamjung e Syuba                                                  |
| 29.          | carne        | ɕá                                  |                                                                           |
| 30.          | sangue       | ʈháa                                |                                                                           |
| 31.          | osso         | rèko, rìiba (E)                     | ròko em Lamjung e Syuba                                                   |
| 32.          | graxa        | khyákpa tɕháa                       |                                                                           |
| 33.          | pvo          | tɕàmu kòŋa                          |                                                                           |
| 34.          | chifre       | ròwa                                | rùwa in Syuba                                                             |
| 35.          | cauda        | ŋáma, ŋéma                          | ŋámaŋ em Lamjung Yolmo                                                    |
| 36.          | pena         | ʈò (E), ʈòo (W)                     | ɕókpa in Lamjung Yolmo                                                    |
| 37.          | cabelo       | ʈá                                  |                                                                           |
| 38.          | head         | gòo                                 |                                                                           |
| 39.          | ouvido       | námdʑo                              |                                                                           |
| 40.          | olho         | míi                                 |                                                                           |
| 41.          | nariz        | náasum (E), nárko (W)               | só náasum em Lamjung e Syuba                                              |
| 42.          | boca         | khá                                 |                                                                           |
| 43.          | dente        | só                                  |                                                                           |
| 44.          | língua       | tɕéle                               | tɕé in Lamjung Yolmo and Syuba                                            |
| 45.          | unha dedo    | sému                                |                                                                           |
| 46.          | pé           | káŋba                               |                                                                           |
| 47.          | joelho       | káŋba-tshíi                         | tshíiŋgor em Lamjung Pimu e Syuba                                         |
| 48.          | mão          | làkpa                               |                                                                           |
| 49.          | ventre       | ʈèpa                                |                                                                           |
| 50.          | pescoço      | dzìŋba                              |                                                                           |
| 51.          | peito        | òma                                 |                                                                           |
| 52.          | coração      | níŋ                                 |                                                                           |
| 53.          | fígado       | tɕìmba                              |                                                                           |
| 54.          | beber        | thúŋ-                               |                                                                           |
| 55.          | comer        | sà-                                 |                                                                           |
| 56.          | morder       | kàp-, áa táp-                       |                                                                           |
| 57.          | ver          | tá, thóŋ-                           |                                                                           |
| 58.          | ouvir        | thée-, ɲìn-                         | thée-, ɲèn em Lamjung e Syuba                                             |
| 59.          | saber        | ɕée-                                |                                                                           |
| 60.          | dormir       | ɲí lòo-                             | ɲàl- em Lamjung e Syuba                                                   |
| 61.          | morrer       | ɕí-                                 |                                                                           |
| 62.          | matar        | sé-                                 |                                                                           |
| 63.          | nadar        | tɕál kyàp-                          |                                                                           |
| 64.          | voar         | ùr-                                 |                                                                           |
| 65.          | caminhar     | ɖò-                                 |                                                                           |
| 66.          | vir          | òŋ-                                 |                                                                           |
| 67.          | mentir       | ɲàl-                                |                                                                           |
| 68.          | sentar       | tè-                                 |                                                                           |
| 69.          | erguer-se    | làŋ-di té-                          |                                                                           |
| 70.          | dar          | tér-                                |                                                                           |
| 71.          | dizer        | má-, làp-                           | somente làp- em Lamjung e Syuba                                           |
| 72.          | sol          | ɲìma                                |                                                                           |
| 73.          | lua          | dàwa, dàyum                         | dàgarmu em Lamjung e Syuba                                                |
| 74.          | estrela      | kárma                               |                                                                           |
| 75.          | água         | tɕhú                                |                                                                           |
| 76.          | chuva        | nám kyàp-                           |                                                                           |
| 77.          | pedra        | tò                                  |                                                                           |
| 78.          | areia        | pèma                                |                                                                           |
| 79.          | terra        | sása, thása, sáʑa, sáptɕi           | sébi em Syuba                                                             |
| 80.          | nuvem        | múkpa                               |                                                                           |
| 81.          | fumaça       | tìpa, tèpa                          | somente tìpa em Lamjung e Syuba                                           |
| 82.          | fogo         | mè                                  |                                                                           |
| 83.          | cinza        | thála                               |                                                                           |
| 84.          | queimar      | tìi-, bàr-, tshíi-                  |                                                                           |
| 85.          | caminho      | làm                                 |                                                                           |
| 86.          | montanhan    | kàŋ                                 |                                                                           |
| 87.          | vermelho     | màrmu, màrpu                        |                                                                           |
| 88.          | verde        | ŋòmbo, ŋùmbu                        |                                                                           |
| 89.          | amarelo      | sérpu                               |                                                                           |
| 90.          | branco       | kárpu, kármu                        |                                                                           |
| 91.          | preto        | nàkpu                               |                                                                           |
| 92.          | noite        | kùŋmu                               |                                                                           |
| 93.          | quente       | ʈòmo                                | ʈòmbo em Lamjung e Syuba                                                  |
| 94.          | frio         | ʈàŋmu                               |                                                                           |
| 95.          | cheio        | kàŋ                                 |                                                                           |
| 96.          | novo         | sámba                               |                                                                           |
| 97.          | bom          | yàabu                               |                                                                           |
| 98.          | redondo      | kòrmu (circular), rhílmu (esférico) |                                                                           |
| 99.          | seco         | kámbu                               |                                                                           |
| 100.         | nome         | mìn                                 | Diferentemente quase todas línguas tibetanas, essa palavra é mìn, não mìŋ |

## Amostra de texto
Romanos 16:3-5
•	३ ङाह् ङ्याम्बु येशु ख्री़ष्टकी़ ल़ेहला स्याहप्तो स्युह्-रो़ह् पेहक्योगी़ प्रिस्का दाङ आकिलास जाब्राङ ङ्यी़ला ङाहगी़ ट़ीह्उ दु म़ेदी़ सुङ नाङदोङ ।
•	४ ङाहला थारच्यूज्येला खुङ ङ्यी़ स्यि कोह्ॱनाङ स्यिज्ये ठाबे का हल्दी़ येहकें । ओहले ङाह् च्यी़गी़राङ मिहम्बा, लेहमेन क्यिहपागी़ छ़ोबाया़गी़ॱआङ खुङ ङ्यी़ला गिन ज़्या़दी़ येहबा ।
•	५ ओहले खुङ ङ्यी़गी़ खाङबाला जोम्गेन्गी़ छ़ोबाया़लाॱलाङ टी़ह्उ दु म़ेदी़ सुङ नाङदोङ ।
IPA
•	ŋʌːh ɲʌːmbu jeɕu kʰriːɕʈkoː leːhʌlʌː ɕʌːhʌpt̪o ɕuh-roːh pehcoɡiː priskʌː d̪ʌːŋʌ ʌkilʌːsʌ dzʌːbrʌːŋʌ ɲiːlʌː ŋʌːhʌɡiː ʈiː̤u d̪u meːd̪iː suŋ nʌːŋʌd̪oŋʌ
•	ŋʌːhʌlʌː t̪ʰʌːrʌtɕudʑelʌː kʰuŋʌ ɲiː ɕi ko̤-nʌːŋʌ ɕidʑe ʈʰʌːbe kʌːhʌld̪iː jehʌkẽ. ohʌle ŋʌː̤ tɕiːɡiːrʌːŋʌ mihʌmbʌː, lehʌmenʌ cihʌpʌːɡiː tsʰoːbʌːjaːɡiː-ʌŋʌ kʰuŋʌ ɲiːlʌː ɡinʌ ʑaːd̪iː jehʌbaː
•	ohʌle kʰuŋʌ ɲiːɡiː kʰʌːɲʌbʌːlʌː dzomɡenɡiː tsʰoːbʌːjaːlʌː-lʌːŋʌ ʈiː̤u d̪u meːd̪iː suŋʌ nʌːŋʌd̪oŋʌ
Português
• Cumprimente Priscila e Áquila, meus ajudantes em Cristo Jesus:
• Que pela minha vida deram a sua própria nuca; a quem não só eu dou graças, mas também todas as igrejas dos gentios.
• Saudai também a igreja que está em sua casa. Saudai a meu amado Epænetus, que é as primícias da Acaia para Cristo.